# DM i håndbold 1943-44 (mænd)
Danmarksmesterskabet i håndbold for mænd 1943-44 var det 9. DM i håndbold for herrehold og mesterskabet blev afgjort som en turnering mellem de fem vindere af unionsmesterskaberne. Deltagerne var:
| Fra København:       | IF Ajax        |
| Fra Sjælland:        | Ringsted IF    |
| Fra Fyn:             | IF Stjernen    |
| Fra Jylland:         | AGF            |
| Fra Lolland-Falster: | Nykøbing F. HK |
Mesterskabet blev vundet af IF Ajax, som dermed vandt sit tredje DM-guld.

## Resultater
| 1. runde - 27.2.1944 i Nakskov   | 1. runde - 27.2.1944 i Nakskov |
| -------------------------------- | ------------------------------ |
| Ringsted IF - Nykøbing F. HK     | 21-15                          |
| 2. runde - 5.3.1944 i København  |                                |
| IF Ajax - Ringsted IF            | 19-3                           |
| Finalerunde - 11.3.1944 i Odense |                                |
| IF Ajax - IF Stjernen            | 30-7                           |
| IF Ajax - AGF                    | 16-7                           |